# Улрих фон Епенщайн
Улрих фон Епенщайн (на латински: Ulrich von Eppenstein, * ок. 1055, † 21 декември 1121) от род Епенщайни, е абат на абатство Санкт Гален (1077 – 1121), гегенабат на манастир Райхенау (1079) на остров Райхенау и патриарх на Аквилея (1086 – 1121).

## Произход и духовна кариера
Улрих е син на Маркварт IV († 1076), херцог на Каринтия, и на Луитбурга фон Плайн, дъщеря на граф Луитолд II фон Плайн († пр. 1103).
Заедно с братята си Лиутолд, Хайнрих и Херман той подкрепя император Хайнрих IV, с когото има общ прадядо Херман II от Швабия. През 1077 г. крал Хайнрих IV назначава младия Улрих за абат на Санкт Гален. През 1086 г. той става патриарх на Аквилея.